# Садовая улица (Салават)
Улица Садовая  — улица в городе Салавате, расположена в 116 квартале, в западной части города.

## История
Застройка улицы началась в 1949 году. Улица застроена частными 1-2 этажными частными  домами.

## Трасса
Садовая улица начинается от улицы Гайдара и заканчивается на Красноармейской улице. 

## Транспорт
По Садовой улице общественный транспорт не ходит. 